# Partenstein
Partenstein är en kommun och ort i Landkreis Main-Spessart i Regierungsbezirk Unterfranken i förbundslandet Bayern i Tyskland.
Kommunen ingår i kommunalförbundet Partenstein tillsammans med kommunerna Neuhütten och Wiesthal.